# 호후촌
호후촌(豊府村)은 오이타현 오이타군에 있던 촌이다. 현재의 오이타시의 일부에 해당한다.